# 蘭帕
蘭帕（西班牙語：Lampa），是秘魯的城鎮，位於該國東南部普諾大區，是蘭帕省的首府，海拔高度3,892米，始建於1825年6月21日，居民使用奇楚瓦語和西班牙語。
15°21′49″S 70°21′56″W / 15.36361°S 70.36556°W